# كفرون
الكفرون بلدة سورية تقع في محافظة طرطوس.

## موقعها
تقع الكفرون على بعد 3 كم من جنوب شرق بلدة مشتى الحلو. وترتبط بشبكة طرق واسعة تصلها بجميع المناطق؛ بصافيتا والساحل السوري وحِمص، وبالداخل مع المناطق القريبة المجاورة؛ مصياف وجبل الحلو، ومنطقة الناصرة والوادي وطرابلس في لبنان.
يحدُّ البلدة من الجنوب الغربي بلدة صافيتا التي تبعُد عنها قرابة 16 كم، ومن الغرب جبل السيدة 619 م. ومن الجنوب جبل السايح المماثل بالارتفاع، وتغطي قمَّته الجميلة غابة صغيرة مُعمَّرة فيها مَزارٌ يؤمُّه المؤمنون، وتصل إليه طريق معبَّدة من قرية الدوير المجاورة. وإلى الجنوب الغربي تُطل البلدة على الوادي الذي تجري فيه أنهار الشيخ حسن، وينبوع العروس، ووادي العديدة الدائم الجريان والمغطَّى بأكمله بالأشجار الزراعية والغابية الدائمة الخضرة.

## تاريخها
تُعَد الكفرون إحدى القرى الكنعانية السورية القديمة، وتدلُّ على ذلك بقايا الآثار في موقعها القديم بمنطقة مزار الشيخ عبد الله الذي يبعد عن الموقع الحالي 800 م، وتؤكد ذلك بما لا يدَعُ مجالًا للشك فإن المذبح الموجود والآخر غير الكامل المنحوت في الصخر يرجع إلى ذلك التاريخ، فقد كانت عبادة السوريين لآلهة المطر أتارغائيس ومذابحها التي تُقام على قمم الجبال واسعة الانتشار في المنطقة. 
وانتقلت الكفرون من موقعها القديم إلى مكان آخرَ صار الآن امتدادًا للقرية الحالية، ويُعرَف قديمًا باسم المِينا، والمقيل حاليًّا، غير أن أسباب الانتقال غير معروفة على وجه الدقة، ولكن ربما يعود ذلك منطقيًّا للاقتراب من مصادر المياه والأراضي الزراعية بعد تطور الزراعة. 
والكفرون من المناطق العريقة في التاريخ السوري القديم، وبحسَب المصادر التاريخية القديمة القليلة فإن أولَ من سكنها كان الفينيقيون، ثم الرومان بعدما سيطروا على سوريا بين الأعوام 395 إلى 333 ق.م (قبل الميلاد). ودخلت المسيحية المنطقة في القرن الثاني الميلادي على يد البيزنطيين، وتدلُّ الآثار على ذلك. ومع انتشار النسَّاك في سورية بالقرن الثاني الميلادي امتدوا إلى المنطقة فعلى كل تلَّه محيطة قبرُ ناسك، وفي الأودية المحيطة عدَّة مغارات كان يختبئ فيها المؤمنون المسيحيون من الاضطهاد. 

## تسميتها
الكَفْر (بفتح الكاف وتسكين الفاء) كلمة آرامية تعني حارة، وبالدقة حارة عائلة معينة، مثل التسميات الكلدانية القديمة (بيت ياكين، بيت ذكوري..) والواو والنون في الكفرون تُفيدان التصغير على نحو مار وتصغيرها مارون. وهناك رأي يفيد أن الواو والنون هما للجمع وتصبح بمعنى حارات. وكفرون هي واحدة من 151 موقعًا سكنيًّا (قرية ومزرعة) في سوريا، وترتيبها يمثل الأرقام 135-137. وتسمية المينا ليس لها أيُّ عَلاقة بالبحر أو المِلاحة وإنما تعود لصناعة الفخَّار المَطلي بالمينا الذي كان يُصنَع في المكان، ولا تزال القطع الفخَّارية وبقايا الجِرار والدِّنان والأباريق تدلُّ بوضوح على ذلك (منطقة بستان بو حسون). وانتقلت تدريجيًّا إلى موقعها الحالي في الثلث الأول من القرن التاسع عشر الميلادي.

## سكانها
يبلغ عدد سكانها 6 آلاف تقريبًا، معظمهم من المسيحيين أتباع الكنيسة الأرثوذكسية الشرقية، وكثير منهم في الاغتراب. وأغلبُ سكَّان المنطقة أصلهم من لبنان. وأقدم كنيسة تعود إلى ذلك التاريخ هي كنيسة الحارة. ويتوسط قرى الكفرون جبلٌ عالٍ هو جبل السيدة العذراء، وفيه آثار فينيقية وصليبية؛ منها: السورُ الذي يحيط بقمَّة جبل السيدة، والكنيسة المتهدِّمة الأطراف، والأهراءات الكثيرة تحت سطح قمة الجبل، وترتفع هذه المنطقة عن سطح البحر 600 متر.

## وصلات خارجية
- موقع الكفرون الرسمي
- الكفرون وينابيعها
- الكفرون